# Marina Ivanovna Tsvetaeva
Marina Ivanovna Tsvetaeva (tiếng Nga: Мари́на Ива́новна Цвета́ева; 26 tháng 9 năm 1892 – 31 tháng 8 năm 1941) là một nhà thơ, nhà văn Nga, một trong những nhà thơ xuất sắc nhất của Nga thế kỉ 20.

## Tiểu sử
Marina Tsvetaeva sinh ở Moskva trong một gia đình có truyền thống văn hóa. Mẹ bà là nữ nghệ sĩ piano tài danh, còn bố là giáo sư, nhà ngôn ngữ Vladimirovich Tsvetaev và là người sáng lập bảo tàng mỹ thuật Pushkin. Từ nhỏ Marina được hưởng nền giáo dục hàn lâm, tiếp cận với các kiến thức cơ bản của nghệ thuật, văn hóa cổ điển Nga và nước ngoài.
Lên 6 tuổi, Marina đã biết làm thơ bằng tiếng Nga, tiếng Pháp và tiếng Đức. Bà học phổ thông ở Moskva, Thụy Sĩ và Đức. Năm 1910 bà in tập thơ đầu tiên Вечерний альбом (Album chiều) gây được sự chú ý của các nhà thơ nổi tiếng thời đó như Valery Yakovlevich Bryusov, Maximilian Alexandrovich Voloshin, Nikolai Stepanovich Gumilyov. Năm 1912 bà lấy chồng là Sergei Yakovlevich Efron – là người thời kỳ nội chiến tham gia bạch vệ nên sau Cách mạng tháng Mười Nga phải ra sống ở nước ngoài. Tuy chồng ra nước ngoài nhưng Marina lại không theo đi mà ở lại nước Nga, điều đó làm giới ngoại kiều Nga không ưa bà.
Tháng 5 năm 1922, Marina cùng con được phép ra nước ngoài để đoàn tụ với Sergei Yakovlevich Efron. Đầu tiên sống ở Berlin rồi Praha, Paris. Ban đầu, giới ngoại kiều Nga hoan hỉ đón chào bà như một con bài chính trị. Nhưng dù phải xa quê hương, Marina vẫn một nỗi nhớ đau đáu quê nhà và viết "bằng ngôn ngữ bình đẳng". Chính vì thế, bà bị xa lánh, bị bài xích trong cộng đồng Nga ở nước ngoài.
Trong hoàn cảnh như vậy, Marina quyết định trở về Liên Xô. Tháng 6 năm 1939, Marina cùng chồng con trở lại Moskva. Nhưng với Liên Xô lúc đó, những ai từng sống lưu vong thì phải đứng bên lề xã hội. Gia đình bà liên tiếp gặp chuyện dữ: em gái bà là Anatasia bị bắt, chồng bà ốm nặng, sau đó bị xử bắn; con gái bị bắt vào trại giam.
Thế chiến II bùng nổ, bà cùng con trai sơ tán về thành phố nhỏ Elabug. Người con trai duy nhất của bà ra mặt trận. Marina sống hết sức nghèo khó và bị xa lánh; ngay cả khi bà viết đơn xin làm người rửa xoong nồi trong nhà ăn dành cho các nhà văn cũng không được chấp nhận.
Tuyệt vọng và cô đơn, đau buồn cho số phận của những người thân và cảnh chiến tranh của đất nước, ngày 31 tháng 8 năm 1941 bà đã treo cổ tự tử, để lại bức thư tuyệt mệnh cho con trai nhưng người con này 3 năm sau cũng chết vì đạn của chiến tranh.
Nhà thơ Yevgeny Aleksandrovich Yevtushenko viết về cái chết của bà: "Không ai treo cổ, xử bắn bà. Nhưng người ta đã bắn bà bằng sự ghẻ lạnh, thờ ơ và không in ấn thơ của bà".
Thơ của Marina Tsvetaeva một thời gian dài bị cấm ở Liên Xô, còn hiện tại bà là một trong những tác giả được yêu thích nhất. Thơ của bà được dịch ra rất nhiều thứ tiếng của thế giới, tiếng Việt có bản dịch "100 bài thơ Marina Tsvetaeva" của Nguyễn Viết Thắng.

## Tác phẩm

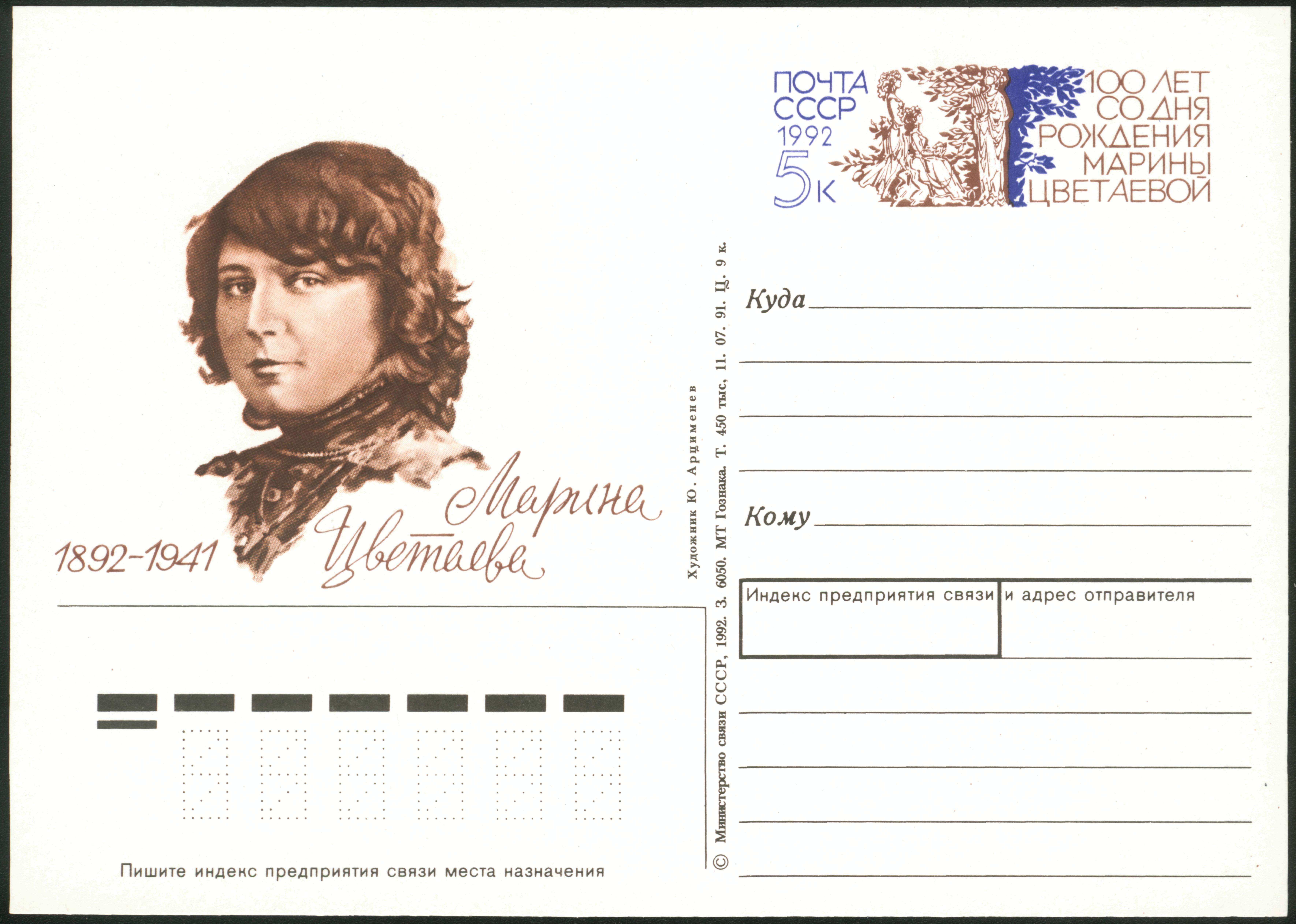
1992

Marina viết nhiều tác phẩm gồm có 17 trường ca, 8 kịch thơ, tự truyện, hồi ký văn học, tiểu luận, phê bình triết học, truyện, bút ký... Dấu ấn lớn nhất của Marina là bà đã kết hợp tài tình hai chủ nghĩa đối lập nhau là Chủ nghĩa tượng trưng và Chủ nghĩa đỉnh cao (Acmeism) để cách tân ngôn ngữ thi ca Nga. Các tác phẩm tiêu biểu là:
- Вечерний альбом (Album chiều, 1910), thơ
- Вёрсты (Versty, 1921), thơ
- Лебединый стан (Hình dáng thiên nga), thơ
- Ремесло (Nghề thủ công, 1923), thơ
- Психея (Psykheya, 1923), thơ
- Молодец (Tay cừ khôi, 1924), thơ
- После России (Sau nước Nga, 1928), thơ
- Поэма Конца (Trường ca kết thúc, 1926), thơ
- Мой Пушкин (Pushkin của tôi, 1937), văn xuôi
- Искусство при свете совести (Nghệ thuật dưới ánh sáng của lương tâm), văn xuôi
- Поэт и время (Nhà thơ và thời gian), văn xuôi
- Hồi ký về các nhà thơ: Valery Bryusov, Maximilian Voloshin, Osip Mandelstam, Boris Pasternak, Rainer Maria Rilke

## Nhận xét
Đánh giá sự nghiệp của Marina Tsvetaeva, nhà thơ Liên Xô Yevgeny Aleksandrovich Yevtushenko viết: 
"Marina cùng với Boris Pasternak, Vladimir Mayakovsky đã cách tân, đưa thơ ca Nga tiến về phía trước hàng nhiều năm. Một nhà thơ tuyệt vời như Anna Akhmatova, người rất khâm phục Tsvetaeva cũng chỉ là người bảo vệ thơ ca truyền thống, chứ không phải là người tái tạo nó. Trong bình diện này, Tsvetaeva cao hơn hẳn Akhmatova".

## Thông tin thêm
Marina Ivanovna Tsvetaeva là nhà thơ cùng thế hệ với Boris Pasternak, Vladimir Mayakovsky. Ba người là bạn của nhau.

## Chú giải
1. 1 2 3 4 5 6 7 8  Theo bài "Số phận các thủ lĩnh thi ca Nga" của Nhật Minh trên báo thể thao văn hóa cuối tuần số 5-6-7-8 năm 2010, trang 46
2. ↑  Theo bài "Số phận các thủ lĩnh thi ca Nga" của Nhật Minh trên báo thể thao văn hóa cuối tuần số 5-6-7-8 năm 2010, trang 47